# استان کاگوشیما
استان کاگوشیما یکی از استانهای کشور ژاپن است که در جزیره کیوشو قرار گرفته‌است. مساحت آن ۹۱۳۲ کیلومتر مربع می‌باشد. جمعیت این استان در سال ۲۰۱۷ نزدیک به ۱٬۸۰۰٬۰۰۰ نفر برآورد شده‌است.
استان کاگوشیما از نظر تقسیمات کشوری بخشی از ناحیه کیوشو به حساب می‌آید. مرکز این استان شهر کاگوشیما است.

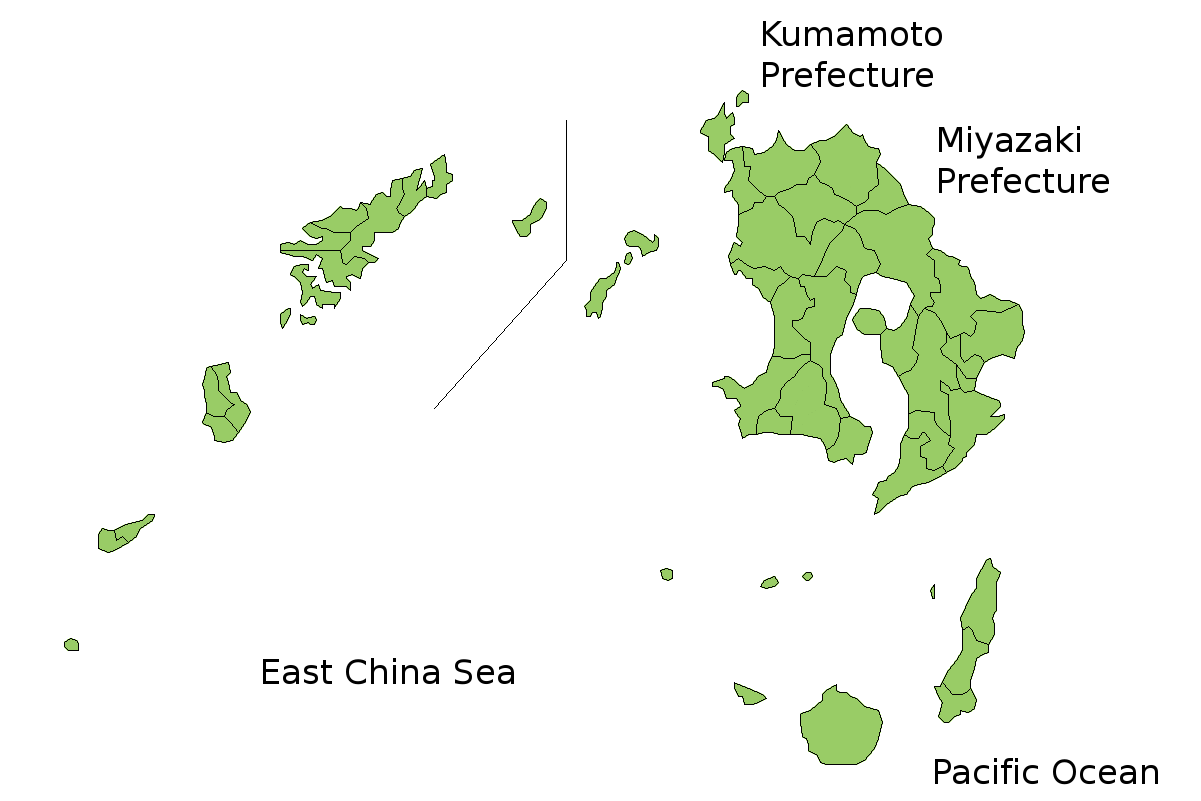

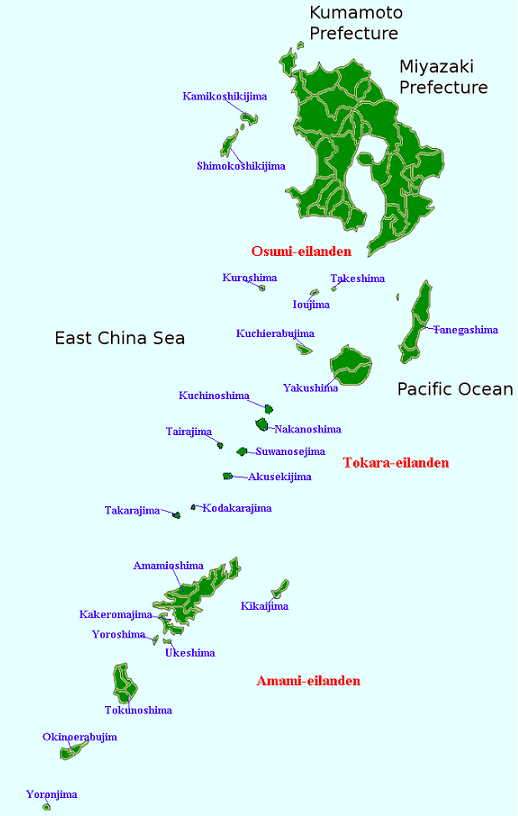

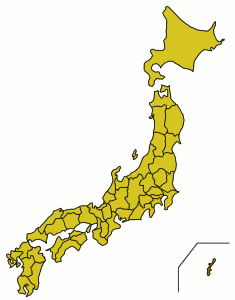
استان کاگوشیما.

خانم نبی تاجیما (متولد ۴ اوت ۱۹۰۰) که هم‌اکنون پیرترین انسان جهان است در این استان متولد شده‌است.